# فهرست برندگان آسیایی جایزه نوبل
فهرست برندگان آسیایی جایزه نوبل (انگلیسی: List of Asian Nobel laureates) شامل آسیایی‌های است که موفق به دریافت جایزهٔ نوبل شده‌اند.

## فیزیک
تا سال ۲۰۱۸، ۲۰ نفر از آسیایی‌ها برنده جایزه نوبل فیزیک شده‌اند که ژاپنی‌ها با ۱۱ نفر رکورددارند.
| سال  | تصویر | برنده                  | کشور در زمان اعطای جایزه       | رده              | توضیحات                                   |
| ---- | ----- | ---------------------- | ------------------------------ | ---------------- | ----------------------------------------- |
| ۱۹۳۰ |       | سی وی رامان            | راج بریتانیا                   | جایزه نوبل فیزیک | نخستین هندی و آسیایی برنده جایزه نوبل     |
| ۱۹۴۹ |       | هیدکی یوکاوا           | ژاپن                           | جایزه نوبل فیزیک | نخستین ژاپنی برنده جایزه نوبل             |
| ۱۹۵۷ |       | چن نینگ یانگ           | جمهوری چین (۱۹۴۹–۱۹۱۲)         | جایزه نوبل فیزیک | نخستین چینی برنده جایزه نوبل              |
| ۱۹۵۷ |       | تسونگ-دائو لی          | جمهوری چین (۱۹۴۹–۱۹۱۲)         | جایزه نوبل فیزیک | نخستین چینی برنده جایزه نوبل              |
| ۱۹۶۵ |       | سین‌ایترو تومونوجا      | ژاپن                           | جایزه نوبل فیزیک |                                           |
| ۱۹۷۳ |       | لئو ایساکی             | ژاپن                           | جایزه نوبل فیزیک |                                           |
| ۱۹۷۶ |       | ساموئل چائو چونگ تینگ  | ایالات متحده آمریکا            | جایزه نوبل فیزیک | تابعیت مضاعف ایالات متحده آمریکا و تایوان |
| ۱۹۷۹ |       | عبدالسلام              | پاکستان                        | جایزه نوبل فیزیک | نخستین پاکستانی برنده جایزه نوبل          |
| ۱۹۸۳ |       | سوبرامانیان چاندراسخار | ایالات متحده آمریکا            | جایزه نوبل فیزیک | متولد هند                                 |
| ۱۹۹۷ |       | استیون چو              | ایالات متحده آمریکا            | جایزه نوبل فیزیک |                                           |
| ۱۹۹۸ |       | دانیل چی تسوئی         | ایالات متحده آمریکا            | جایزه نوبل فیزیک | متولد چین                                 |
| ۲۰۰۲ |       | ماساتوشی کوشیبا        | ژاپن                           | جایزه نوبل فیزیک |                                           |
| ۲۰۰۸ |       | یوایچیرو نامبو         | ایالات متحده آمریکا            | جایزه نوبل فیزیک | متولد ژاپن                                |
| ۲۰۰۸ |       | ماکوتو کوبایاشی        | ژاپن                           | جایزه نوبل فیزیک |                                           |
| ۲۰۰۸ |       | شیهید ماسکاوا          | ژاپن                           | جایزه نوبل فیزیک |                                           |
| ۲۰۰۹ |       | چارلز کائو             | بریتانیا و ایالات متحده آمریکا | جایزه نوبل فیزیک | نخستین شهروند هنگ‌کنگی برنده جایزه نوبل    |
| ۲۰۱۴ |       | ایسامو آکاساکی         | ژاپن                           | جایزه نوبل فیزیک |                                           |
| ۲۰۱۴ |       | هیروشی آمانو           | ژاپن                           | جایزه نوبل فیزیک |                                           |
| ۲۰۱۴ |       | شوجی ناکامورا          | ایالات متحده آمریکا            | جایزه نوبل فیزیک | متولد ژاپن                                |
| ۲۰۱۵ |       | تاکاکی کاجیتا          | ژاپن                           | جایزه نوبل فیزیک |                                           |

## شیمی
تا سال ۲۰۱۸، ۱۶ نفر از آسیایی‌ها برنده جایزه نوبل شیمی شده‌اند که ژاپنی‌ها با ۷ نفر رکورددارند.
| سال  | تصویر | برنده                  | کشور در زمان اعطای جایزه                | رده             | توضیحات                                     |
| ---- | ----- | ---------------------- | --------------------------------------- | --------------- | ------------------------------------------- |
| ۱۹۸۱ |       | کنیچی فوکویی           | ژاپن                                    | جایزه نوبل شیمی | نخستین ژاپنی و آسیایی برنده جایزه نوبل شیمی |
| ۱۹۸۶ |       | یوان لی                | تایوان و ایالات متحده آمریکا            | جایزه نوبل شیمی | نخستین تایوانی برنده جایزه نوبل             |
| ۲۰۰۰ |       | هیدکی شیریکاوا         | ژاپن                                    | جایزه نوبل شیمی |                                             |
| ۲۰۰۱ |       | ریوجی نویوری           | ژاپن                                    | جایزه نوبل شیمی |                                             |
| ۲۰۰۲ |       | کویچی تاناکا           | ژاپن                                    | جایزه نوبل شیمی |                                             |
| ۲۰۰۴ |       | هارون تسیخانوور        | اسرائیل                                 | جایزه نوبل شیمی |                                             |
| ۲۰۰۴ |       | افرام هرشکو            | اسرائیل                                 | جایزه نوبل شیمی |                                             |
| ۲۰۰۸ |       | اسامو شیمومورا         | ژاپن                                    | جایزه نوبل شیمی |                                             |
| ۲۰۰۹ |       | ونکاترامان راماکریشنان | بریتانیا و ایالات متحده آمریکا          | جایزه نوبل شیمی | متولد هند                                   |
| ۲۰۰۹ |       | عادا یونات             | اسرائیل                                 | جایزه نوبل شیمی |                                             |
| ۲۰۱۰ |       | ای ایچی نگیشی          | ژاپن                                    | جایزه نوبل شیمی |                                             |
| ۲۰۱۰ |       | آکیرا سوزوکی           | ژاپن                                    | جایزه نوبل شیمی |                                             |
| ۲۰۱۱ |       | دن شختمن               | اسرائیل                                 | جایزه نوبل شیمی |                                             |
| ۲۰۱۳ |       | آریه وارشل             | اسرائیل و ایالات متحده آمریکا           | جایزه نوبل شیمی |                                             |
| ۲۰۱۳ |       | مایکل لویت             | اسرائیل، بریتانیا و ایالات متحده آمریکا | جایزه نوبل شیمی |                                             |
| ۲۰۱۵ |       | عزیز سنجر              | ترکیه و ایالات متحده آمریکا             | جایزه نوبل شیمی | نخستین ترکیه‌ای برنده جایزه نوبل در علم      |

## فیزیولوژی یا پزشکی
تا سال ۲۰۱۸، ۷ نفر از آسیایی‌ها برنده جایزه نوبل فیزیولوژی و پزشکی شده‌اند که ژاپنی‌ها با ۵ نفر رکورددارند.
| سال  | تصویر | برنده             | کشور در زمان اعطای جایزه | رده                          | توضیحات                                                              |
| ---- | ----- | ----------------- | ------------------------ | ---------------------------- | -------------------------------------------------------------------- |
| ۱۹۶۸ |       | هار گوبیند کورانا | ایالات متحده آمریکا      | جایزه نوبل فیزیولوژی و پزشکی | نخستین متولد آسیا و متولد هند برنده جایزه نوبل در فیزیولوژی یا پزشکی |
| ۱۹۸۷ |       | سوسومو تونگاوا    | ژاپن                     | جایزه نوبل فیزیولوژی و پزشکی | نخستین آسیایی و ژاپنی برنده جایزه نوبل در فیزیولوژی یا پزشکی         |
| ۲۰۱۲ |       | شنایا یاماناکا    | ژاپن                     | جایزه نوبل فیزیولوژی و پزشکی |                                                                      |
| ۲۰۱۵ |       | ساتوشی آمورا      | ژاپن                     | جایزه نوبل فیزیولوژی و پزشکی |                                                                      |
| ۲۰۱۵ |       | یویو تو           | چین                      | جایزه نوبل فیزیولوژی و پزشکی | نخستین زن چینی برنده جایزه نوبل                                      |
| ۲۰۱۶ |       | یوشینوری اسومی    | ژاپن                     | جایزه نوبل فیزیولوژی و پزشکی |                                                                      |
| ۲۰۱۸ |       | تاسوکو هونجو      | ژاپن                     | جایزه نوبل فیزیولوژی و پزشکی |                                                                      |

## ادبیات
تا سال ۲۰۱۸، ۸ نفر از آسیایی‌ها برنده جایزه نوبل ادبیات شده‌اند که ژاپنی‌ها با ۳ نفر رکورددارند.
| سال  | تصویر | برنده             | کشور در زمان اعطای جایزه | رده               | توضیحات                               |
| ---- | ----- | ----------------- | ------------------------ | ----------------- | ------------------------------------- |
| ۱۹۱۳ |       | رابیندرانات تاگور | راج بریتانیا             | جایزه نوبل ادبیات | نخستین آسیایی و هندی برنده جایزه نوبل |
| ۱۹۶۶ |       | شموئل یوسف آگنون  | اسرائیل                  | جایزه نوبل ادبیات | نخستین اسرائیلی برنده جایزه نوبل      |
| ۱۹۶۸ |       | یاسوناری کاواباتا | ژاپن                     | جایزه نوبل ادبیات |                                       |
| ۱۹۹۴ |       | کنزابورو اوئه     | ژاپن                     | جایزه نوبل ادبیات |                                       |
| ۲۰۰۰ |       | گائو شینگجیان     | فرانسه                   | جایزه نوبل ادبیات | متولد چین                             |
| ۲۰۰۶ |       | اورهان پاموک      | ترکیه                    | جایزه نوبل ادبیات | نخستین ترکیه‌ای برنده جایزه نوبل       |
| ۲۰۱۲ |       | مو یان            | چین                      | جایزه نوبل ادبیات |                                       |
| ۲۰۱۷ |       | کازوئو ایشی‌گورو   | بریتانیا                 | جایزه نوبل ادبیات | متولد ژاپن                            |

## صلح
تا سال ۲۰۱۸، ۲۰ نفر از آسیایی‌ها برنده جایزه صلح نوبل شده‌اند که هندی‌ها و اسرائیلی‌ها با ۵ نفر رکورددارند.
| سال  | تصویر | برنده                        | کشور در زمان اعطای جایزه | رده            | توضیحات |
| ---- | ----- | ---------------------------- | ------------------------ | -------------- | --- |
| ۱۹۷۳ |       | له دوک تو (جایزه را نپذیرفت) | ویتنام شمالی             | جایزه صلح نوبل | نخستین آسیایی و ویتنامی برنده جایزه صلح نوبل |
| ۱۹۷۴ |       | ایساکو ساتو                  | ژاپن                     | جایزه صلح نوبل | |
| ۱۹۷۸ |       | مناخم بگین                   | اسرائیل                  | جایزه صلح نوبل | |
| ۱۹۷۹ |       | مادر ترزا                    | هند                      | جایزه صلح نوبل | نخستین زن آسیایی برنده جایزه نوبل |
| ۱۹۸۸ |       | چهاردهمین دالایی لاما        | هند                      | جایزه صلح نوبل | نخستین تبتی برنده جایزه نوبل |
| ۱۹۹۱ |       | آنگ سان سو چی                | میانمار                  | جایزه صلح نوبل | نخستین میانماری برنده جایزه نوبل |
| ۱۹۹۴ |       | یاسر عرفات                   | فلسطین                   | جایزه صلح نوبل | نخستین فلسطینی عرب برنده جایزه نوبل |
| ۱۹۹۴ |       | شیمون پرز                    | اسرائیل                  | جایزه صلح نوبل | |
| ۱۹۹۴ |       | اسحاق رابین                  | اسرائیل                  | جایزه صلح نوبل | |
| ۱۹۹۶ |       | کارلوس فیلیپه زمینس بلو      | تیمور شرقی               | جایزه صلح نوبل | نخستین فرد اهل تیمور شرقی برنده جایزه نوبل |
| ۱۹۹۶ |       | خوزه راموس                   | تیمور شرقی               | جایزه صلح نوبل | نخستین فرد اهل تیمور شرقی برنده جایزه نوبل |
| ۲۰۰۰ |       | کیم دای جونگ                 | کره جنوبی                | جایزه صلح نوبل | نخستین کره‌ای برنده جایزه نوبل |
| ۲۰۰۳ |       | شیرین عبادی                  | ایران                    | جایزه صلح نوبل | نخستین ایرانی برنده جایزه نوبل |
| ۲۰۰۶ |       | محمد یونس                    | بنگلادش                  | جایزه صلح نوبل | نخستین بنگلادشی برنده جایزه صلح نوبل |
| ۲۰۰۷ |       | خوزه رامون ویلارین           | فیلیپین                  | جایزه صلح نوبل | مشترکاً با ال گور معاون رئیس‌جمهور ایالات متحده آمریکابه عنوان بخشی از تیم اقلیم‌شناسی از هیئت بین‌دولتی تغییر اقلیم، «برای تلاش‌های آنها برای ایجاد و انتشار دانش بیشتر در مورد تغییرات آب و هوایی ساخته شده توسط انسان و پایه گذاری اقدام‌های لازم برای مقابله با چنین تغییراتی» |
| ۲۰۱۰ |       | لیو شیائوبو                  | چین                      | جایزه صلح نوبل | نخستین آسیایی برنده جایزه نوبل در زندان |
| ۲۰۱۱ |       | توکل کرمان                   | یمن                      | جایزه صلح نوبل | نخستین زن عرب و نخستین یمنی برنده جایزه نوبل |
| ۲۰۱۴ |       | کایلاش ساتیارتی              | هند                      | جایزه صلح نوبل | نخستین هندی برنده جایزه صلح نوبل |
| ۲۰۱۴ |       | ملاله یوسف‌زی                 | پاکستان                  | جایزه صلح نوبل | نخستین زن پاکستانی برنده جایزه نوبل و جوانترین برنده جایزه نوبل |
| ۲۰۱۸ |       | نادیا مراد                   | عراق                     | جایزه صلح نوبل | نخستین عراقی برنده جایزه نوبل |

## اقتصاد
تا سال ۲۰۱۸، ۳ نفر از آسیایی‌ها برنده جایزه یادبود نوبل علوم اقتصادی شده‌اند.
| سال  | تصویر | برنده       | کشور در زمان اعطای جایزه      | رده                            | توضیحات                                      |
| ---- | ----- | ----------- | ----------------------------- | ------------------------------ | -------------------------------------------- |
| ۱۹۹۸ |       | آمارتیا سن  | هند                           | جایزه یادبود نوبل علوم اقتصادی | نخستین آسیایی و هندی برنده جایزه نوبل اقتصاد |
| ۲۰۰۲ |       | دنیل کانمن  | اسرائیل و ایالات متحده آمریکا | جایزه یادبود نوبل علوم اقتصادی |                                              |
| ۲۰۰۵ |       | روبرت اومان | اسرائیل و ایالات متحده آمریکا | جایزه یادبود نوبل علوم اقتصادی |                                              |